# Analiza matematică
Analiza matematică este ramura matematicii care studiază funcțiile, limitele, derivatele și aplicațiile lor (cuvânt derivat din franceză analyse), precum și operatori de funcții, spații și categorii algebrice de spații vectoriale de funcții matematice.
De asemenea, cuvântul analiză descrie doar în mod foarte general metode științifice de cercetare, inclusiv filosofice, logice, lingvistice/literare etc., care se bazează pe studiul sistematic al fiecărui element în parte mai exact, examinarea amănunțită a unei probleme, sau pur și simplu un mod dual al sintezei. In logica pre-modernă și modernă cuvântul „analiză” a avut, și are, sensul de „logică formală” (e.g., „analytics” ).
Mai specific dar într-o descriere totuși generală se poate spune și că analiza matematică se ocupă cu studiul entităților matematice (în special, funcții și operatori de funcții) din punct de vedere al variației lor, sau al unor proprietăți generale sau specifice de regularitate.

## Capitole
Analiza matematică este împărțită astăzi în următoarele subdomenii:
- Analiza reală se ocupă cu studiul riguros al derivatelor și integralelor funcțiilor cu valori reale. Aceasta include studiul limitelor, seriilor și teoria măsurii.
- Analiza funcțională studiază spații vectoriale de funcții matematice, operatori de funcții, și introduce concepte ca spațiile Banach, spațiile Hilbert, serii și limite de spații Hilbert.
- Analiza algebrică studiază funcțiile matematice, spații de funcții matematice, geometrii necomutative de operatori de funcții, spații anabeliene Grothendieck, categorii și toposuri/topoi de spații de funcții din punct de vedere algebric și respectiv categorial.
- Analiza numerică studiază metode de calcul  —adesea realizate pe calculatoare digitale — a funcțiilor importante în aplicații fizice, de inginerie șamd, precum și algoritmi iterative pentru calcule numerice, cum ar fi: metode Monte Carlo, metode Runge-Kutta, algoritmul Newton și algoritmi cvasi-Newton pentru regresii neliniare, fitare de curbe șamd.
- Analiza complexă studiază serii de numere complexe, funcții cu argumente complexe etc.